# Погорелка (Челябинская область)
Погорелка — деревня в Еткульском районе Челябинской области России. Входит в состав Коелгинского сельского поселения.

## География
Деревня находится на востоке Челябинской области, в лесостепной зоне, на берегах реки Сухарыш, на расстоянии 40 километров (по прямой) к юго-западу от села Еткуль, административного центра района. Абсолютная высота составляет 258 метров над уровнем моря.

## Население
| 2002 | 2010 |
| ---- | ---- |
| 486  | ↗501 |

Гендерный состав
По данным Всероссийской переписи населения 2010 года в гендерной структуре населения мужчины составляли 47,7 %, женщины — 52,3 %.
Национальный состав
Согласно результатам переписи 2002 года, в национальной структуре населения русские составляли 90 %.

## Улицы
Уличная сеть деревни состоит из пяти улиц и двух переулков.